# فراینبسینگن
فراینبسینگن (به آلمانی: Freienbessingen) یک شهر در آلمان است که در تورینگن واقع شده‌است. فراینبسینگن ۷۳۶ نفر جمعیت دارد.